# Brat Farrar
Brat Farrar (deutscher Titel: Der Erbe von Latchetts) ist ein 1949 erschienener Roman der englischen Schriftstellerin Josephine Tey.

## Inhalt
Tragödien hatten die Familie Ashby zu oft getroffen. Die jungen Eltern von zwei 13-jährigen Zwillingssöhnen starben bei einem Flugzeugabsturz; der ältere Zwilling, Patrick, verschwand später, nachdem er einen Abschiedsbrief auf den Klippen in der Nähe ihres Hauses hinterließ. Patricks Bruder Simon wurde Erbe des Familienbesitzes Latchetts, während Tante Beatrice „Bee“ die Familie zusammenhält, die Stutenfarm und die Stallungen langsam in ein Unternehmen ausbaut, das ihnen Auskommen bis zum Erwachsenwerden Simons erwirtschaftet und seiner Erbschaft Gewinne bringt. Wenige Wochen vor Simons 21. Geburtstag erscheint ein junger Mann, der vorgibt, Patrick zu sein.
Er sieht nicht nur aus wie ein Ashby, sondern besitzt auch die familiäre Gabe zum Umgang mit Pferden und die vornehme Zurückhaltung, die Tante Bee an den kleinen Jungen erinnert, den sie in den vergangenen Jahren betrauert hatte. Aber „Patrick“ ist ein Hochstapler und hatte während seines gesamten Lebens unter seinem wahren Namen Brat Farrar nur Pech, bis er vom Schicksal der Ashby-Familie hörte – und auf Drängen von Alec Loding alles in dieser wahnsinnigen Täuschung riskiert. Er verliebt sich in das Haus, in Tante Bee und den gesamten Lebensstil der Ashbys. Abseits der Abgeklärtheit von Latchetts gibt es dunkle Geheimnisse, die nur die Ankunft von Brat erhellen kann.
Ungewöhnlich, feinsinnig und gefüllt mit unvergesslichen Charakterisierungen experimentiert Josephine Teys Buch brillant mit dem traditionellen Mystery-Genre. In Brat Farrar weiß der Leser von Anfang an, dass Brat nicht derjenige ist, der er vorgibt zu sein, was, wie Ruth Rendell in der Einführung einer Neuauflage darstellt, seltsamerweise dem Roman eine größere Spannung gibt, als wenn die Autorin uns erst am Schluss auf umschlungenen Pfaden schwächlich überrascht hätte („a greater tension than if its author had led us up the garden path to be qeakly surprised at the end“).
Das Vergnügen des Buches liegt im Enträtseln anderer Geheimnisse: Der Prozess der Aufdeckung, der alte Verbrechen und Skandale ans Licht bringt, zusammen mit der brütenden Gefahr der Gegenwart, wird von Ruth Rendell als ein Punkt von annähernd unerträglicher Anspannung bezeichnet („a point of almost unbearable stress“).

## Verfilmung
Der Stoff des Romans wurde 1986 als sechsteilige Fernsehserie unter dem Titel Brat Farrar – Ein Toter kehrt zurück mit Mark Greenstreet (als Simon Ashby/Brat Farrar), Francis Matthews (als Alec Loding) und Angela Browne (als Beatrice Ashby) von Leonard Lewis  verfilmt und im DFF sowie später auch bei Kabel Eins ausgestrahlt.